# Philoponella quadrituberculata
Philoponella quadrituberculata es una especie de araña araneomorfa del género Philoponella, familia Uloboridae. Fue descrita científicamente por Thorell en 1892.
Habita en Indonesia (Java, Molucas).